# Riksarkivet (Finland)

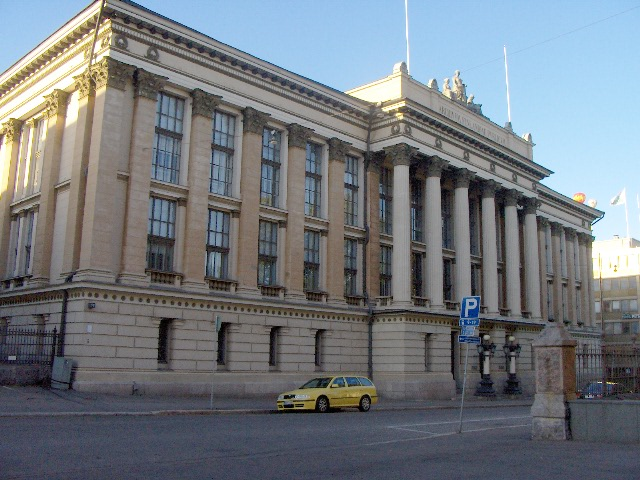
Det finländska Riksarkivets huvudbyggnad vid Fredsgatan i Helsingfors.

Riksarkivet (finska: Kansallisarkisto) är en finländsk statlig myndighet under undervisningsministeriet med säte i Helsingfors. Riksarkivet är centralmyndighet för Arkivverket, som förutom Riksarkivet omfattar sju landsarkiv.

## Funktioner
Riksarkivets syfte är att bevarar Finlands nationella kulturarv och se till att kulturarvet står till forskares förfogande. En central del av det material som förvaras utgörs av myndigheters, organisationers och ett flertal privatpersoners handlingar.

## Organisation
Riksarkivet leds av en generaldirektör, som är den statliga arkivarietiteln. Den verkställande direktören är biträdd av Arkivrådet och förvaltningsledare. Riksarkivet är indelat i datahantering, informationstjänster, forskning och utveckling. Riksarkivet har cirka 120 anställda.

## Kontor
Riksarkivets material förvaras i fyra byggnader. Det material som förvaras i huvudbyggnaden samt i filialerna i Sörnäs och i Broberget kan användas i forskarsalarna i huvudbyggnaden. Ministeriernas nyaste material kan beställas fram i forskarsalen i filialen vid Regeringsgatan.

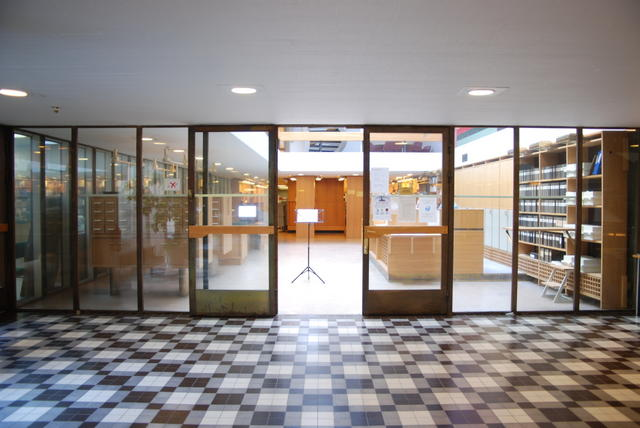
Kundservicen på Fredsgatan är öppen för alla besökare.

## Historia

### Historisk översikt
Riksarkivet har sina rötter i freden i Fredrikshamn år 1809, då Finland införlivades i Ryssland. Enligt fredsfördraget överlät Sverige handlingar rörande Finland till det nybildade storfurstendömet Finland. Dessförinnan hade det inte funnits något eget centralarkiv i Finland, eftersom rikets regering och centrala ämbetsverk var belägna i Stockholm. I och med den egna centralförvaltningen bildades Senatens arkiv som år 1869 fick namnet Statsarkivet.

### Riksarkivarier

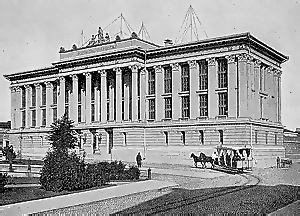
Riksarkivets huvudbyggnad år 1896. Takets master är synliga åskledare.

- K.A. Bomansson (1880–1883)
- Reinhold Hausen (1883–1916)
- Leo Harmaja (1917)
- Wilhelm Ruuth (1917–1926)
- Kaarlo Blomstedt (1926–1949)
- Yrjö Nurmio (1949–1967)
- Martti Kerkkonen (1967–1970)
- Tuomo Polvinen (1970–1974)
- Toivo J. Paloposki (1974–1987)
- Veikko Litzen (1987–1996)
- Kari Tarkiainen (1996–2003)
- Jussi Nuorteva (2003–2022)
- Päivi Happonen (2022–)

### Riksarkivets lokaler
Riksarkivets huvudbyggnad vid Fredsgatan i Helsingfors är byggd i nyrenässansstil, ritad av Gustaf Nyström, och färdigställd år 1890. Under Riksarkivet ligger bland annat Samearkivet i Enare

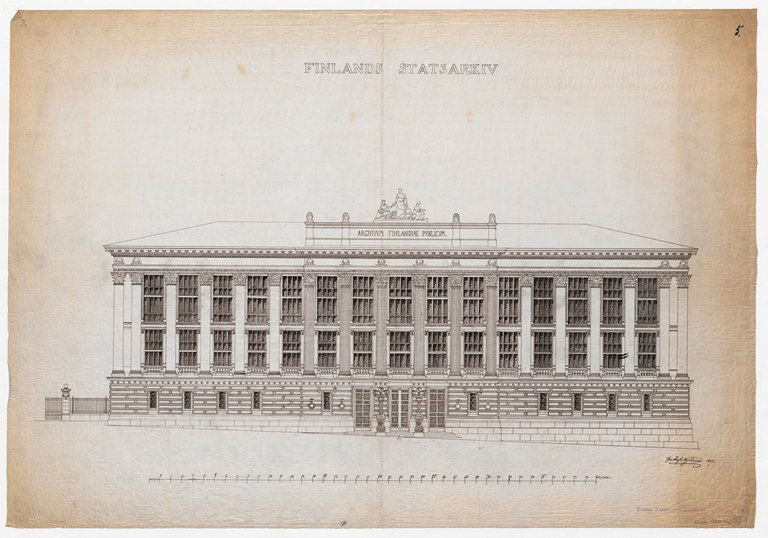
Riksarkivets huvudbyggnad är byggd i nyrenässansstil. Bild: Riksarkivet digitalarkiv.

## Uppgifter
Riksarkivet bevarar Finlands nationella kulturarv och ser till att det står till forskarnas förfogande. En central del av det material som förvaras utgörs av myndigheters, organisationers och ett flertal privatpersoners handlingar.
Riksarkivet fungerar även som sakkunnig inom arkivfunktionen, utvecklare av den elektroniska informationshanteringen och som sakkunnig heraldisk myndighet.

### Dokumentation
Riksarkivet arkivbestånd omfattar material från medeltid till nutid. Kung Birgers skyddsbrev till Karelens kvinnor från år 1316 är den äldsta handlingen.

### Kartdata

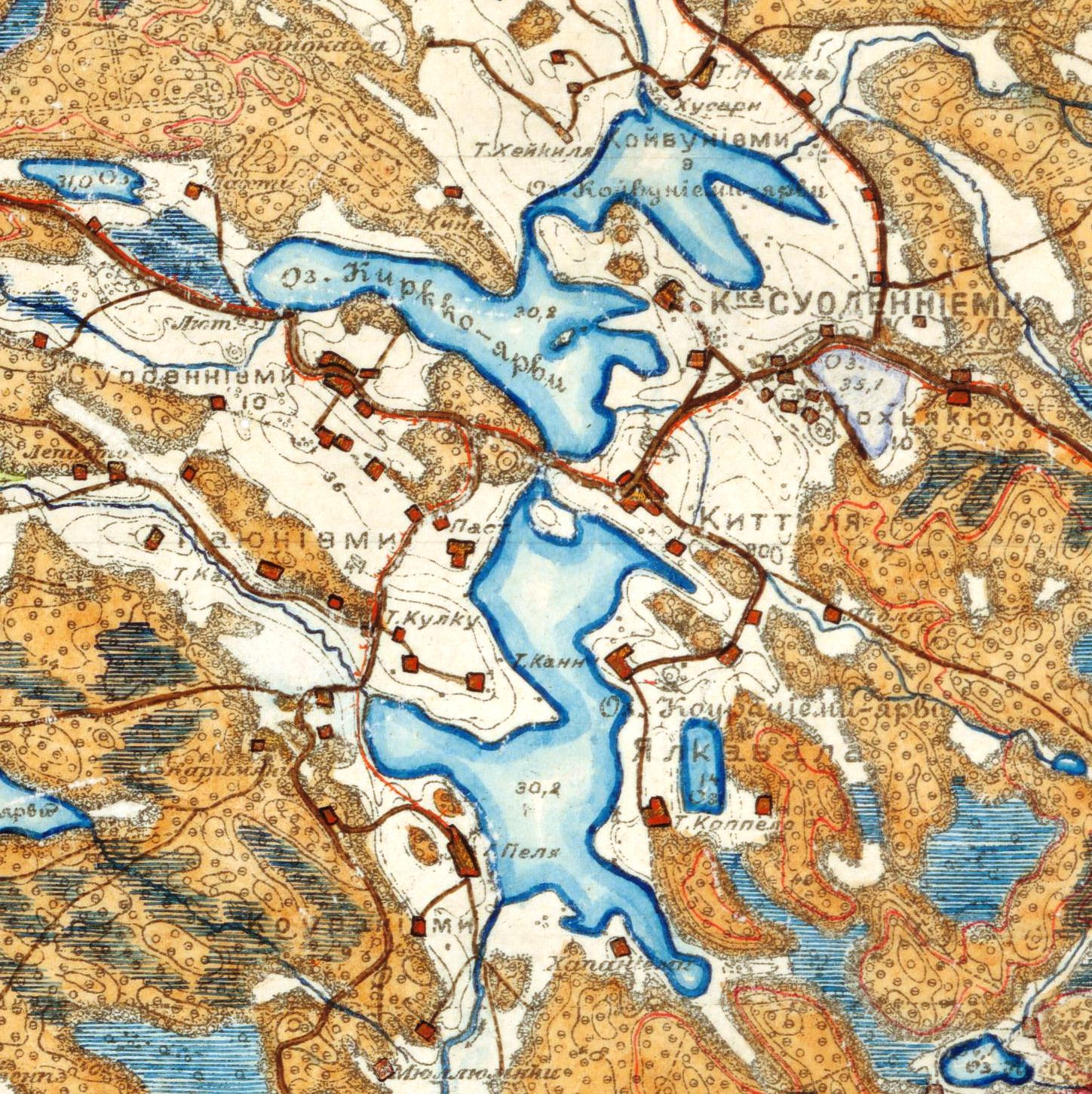
En karta över södra Finland från 1900-talet ur Senatens arkiv. Bild: Riksarkivet digitalarkiv.

I Riksarkivet finns tusentals äldre kartor över Finland bevarade, från 1600-talet och framåt, däribland många äldre skattläggningskartor, kartor ur Senatens arkiv och över jordreformer som genomförts i Finland.

## Bibliotek
Riksarkivets bibliotek är ett nationellt vetenskapligt specialbibliotek inom arkivvetenskap, diplomatik, heraldik och sigillografi.

## Publikationer

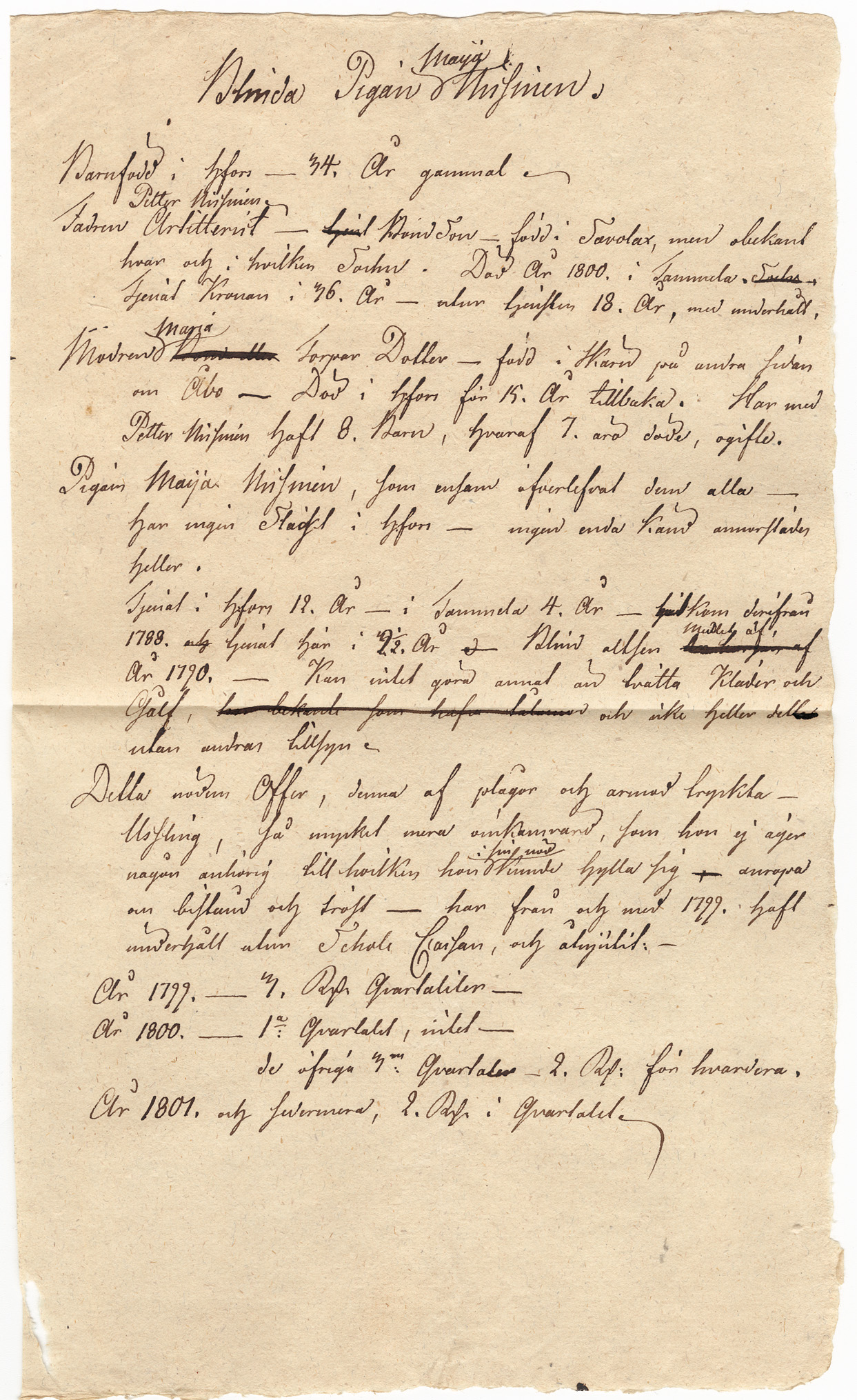
Ett dokument ur Riksarkivets samlingar från början av 1800-talet.

Riksarkivet har tre huvudsakliga publikationsserier:
seriepublikationer, monografier och övriga publikationer.